# Journal Square–33rd Street (via Hoboken)
Journal Square–33rd Street via Hoboken (JSQ–33 via HOB) é um serviço de metrô operado pela Port Authority Trans-Hudson (PATH). É colorido de amarelo e azul no mapa, e os trens neste serviço exibem luzes com as mesmas cores. Este serviço opera da estação Journal Square em Jersey City, Nova Jérsei, até a estação 33rd Street em Midtown Manhattan, através dos túneis de Uptown Hudson. A rota de 10,8 km leva 26 minutos para ser concluída.

## Operação
O serviço opera a partir das 11 horas da noite até às 6 da manhã nos dias da semana, e o dia todo nos finais de semana e em feriados. Essa rota combina os dois serviços da PATH para Midtown Manhattan, Journal Square–33rd Street e Hoboken–33rd Street, em um só durante os horários de pico. O serviço Hoboken–World Trade Center não circula tarde da noite ou nos fins de semana. Os passageiros que desejam ir de Hoboken para o World Trade Center nesses horários devem pegar a rota Journal Square–33rd Street via Hoboken no sentido sul no Hoboken Terminal e fazer a baldeação na estação Grove Street para o serviço Newark–World Trade Center no sentido norte.

## História
Por causa da instalação do controle positivo de trens nos túneis de Uptown Hudson, o serviço Journal Square–33rd Street via Hoboken foi suspenso nos finais de semana entre julho e outubro de 2018. Como todas as estações entre as Christopher e 33rd Streets estavam fechadas durante os fins de semana, a rota foi substituída pelos serviços Journal Square–World Trade Center (via Hoboken) aos sábados, e Journal Square–Hoboken aos domingos e nas manhãs de segunda-feira. Por volta dos finais de semana, a rota JSQ–33 (via HOB) ainda operaria por uma hora nas noites de sexta-feira e uma hora nas manhãs de segunda antes de retornar à operação normal nos dias de semana.